# Маскигон Хајтс (Мичиген)
Маскигон Хајтс (енгл. Muskegon Heights) град је у америчкој савезној држави Мичиген. По попису становништва из 2010. у њему је живело 10.856 становника.

## Демографија
Према попису становништва из 2010. у граду је живело 10.856 становника, што је 1.193 (9,9%) становника мање него 2000. године.
| Група             | 2000.         | 2010.         |
| Белци             | 1.982 (16,4%) | 1.564 (14,4%) |
| Афроамериканци    | 9.370 (77,8%) | 8.501 (78,3%) |
| Азијати           | 30 (0,2%)     | 14 (0,1%)     |
| Хиспаноамериканци | 424 (3,5%)    | 451 (4,2%)    |
| Укупно            | 12.049        | 10.856        |